# Cidade das Artes
A Cidade das Artes é um complexo cultural localizado no Rio de Janeiro, no coração da Barra da Tijuca. Inaugurada em 2013, tem uma das maiores salas de concertos existentes no Brasil.
É considerada um dos principais centros de espetáculos musicais do estado do Rio de Janeiro. Abriga uma das maiores salas de concertos de orquestra sinfônica e ópera da América Latina, com capacidade para até 1222 lugares. Além da Grande Sala, o complexo também é equipado com um Teatro de Câmara, com capacidade para 437 lugares e a Sala Eletroacústica com capacidade para 100 pessoas.

## História
Com projeto monumental do arquiteto francês Christian de Portzamparc apresentado em outubro de 2002, a obra previa  gastos de R$ 80 milhões e inauguração no fim de 2004. Contudo, tanto o orçamento quanto os prazos de conclusão sofreram grandes aumentos.
A obra, até então concebida como Cidade da Música, chegou a ser inaugurada inacabada na gestão do prefeito César Maia no dia 26 de dezembro de 2008.
Após investimentos de R$ 518 milhões e muita polêmica, o complexo cultural foi aberto oficiamente somente em 16 de maio de 2013, com o nome de Cidade das Artes. O investimento bancado pela Prefeitura do Rio custou quatro vezes mais do que outro grande projeto cultural de Maia: a Cidade do Samba, inaugurada em 2008 com custo de R$ 102 milhões.
O conjunto possui aproximadamente 95 mil metros quadrados e conta, além das salas de concerto e música de câmara, salas de ensaio, galerias, camarins, salas de aula e outros espaços. Do terraço, tem-se uma visão panorâmica da região, que abrange a praia da Barra e a Baixada de Jacarepaguá. O local conta com um acesso subterrâneo para pedestres que faz a ligação com o Terminal Alvorada - BRT.
Localizada no Trevo das Palmeiras, na Barra da Tijuca, inicialmente o complexo seria batizado com o nome do jornalista e empresário Roberto Marinho, das Organizações Globo, falecido semanas antes do início das obras. O decreto (n° 23243) que deu nome à Cidade da Música foi expedido pelo prefeito Cesar Maia em 7 de agosto de 2003, um dia após a morte de Marinho. Mas a pedido da família de Marinho, que não queria ver o nome do empresário ligado à obra, o mesmo prefeito assinou novo decreto renomeando o complexo de, simplesmente, Cidade da Música. Posteriormente, com a inauguração oficial em 2013, recebeu o nome atual.

## Críticas
Segundo a Secretaria Municipal de Cultura, o complexo cultural  deve consumir só para manutenção – que inclui custos de água e luz, por exemplo – R$ 7 milhões por ano.
A localização da obra foi questionada, visto que alguns consideram que o local escolhido deveria ter abrigado uma estação de metrô ligada ao Terminal Alvorada. Posteriormente a prefeitura inaugurou no Jardim Oceânico a estação de metrô que se liga ao terminal.
A obra foi considerada por alguns como não-prioritária, citando-se os outros problemas que a cidade do Rio de Janeiro possui. Os atrasos na obra e os gastos, de mais de R$ 500 milhões, também foram alvos de críticas.

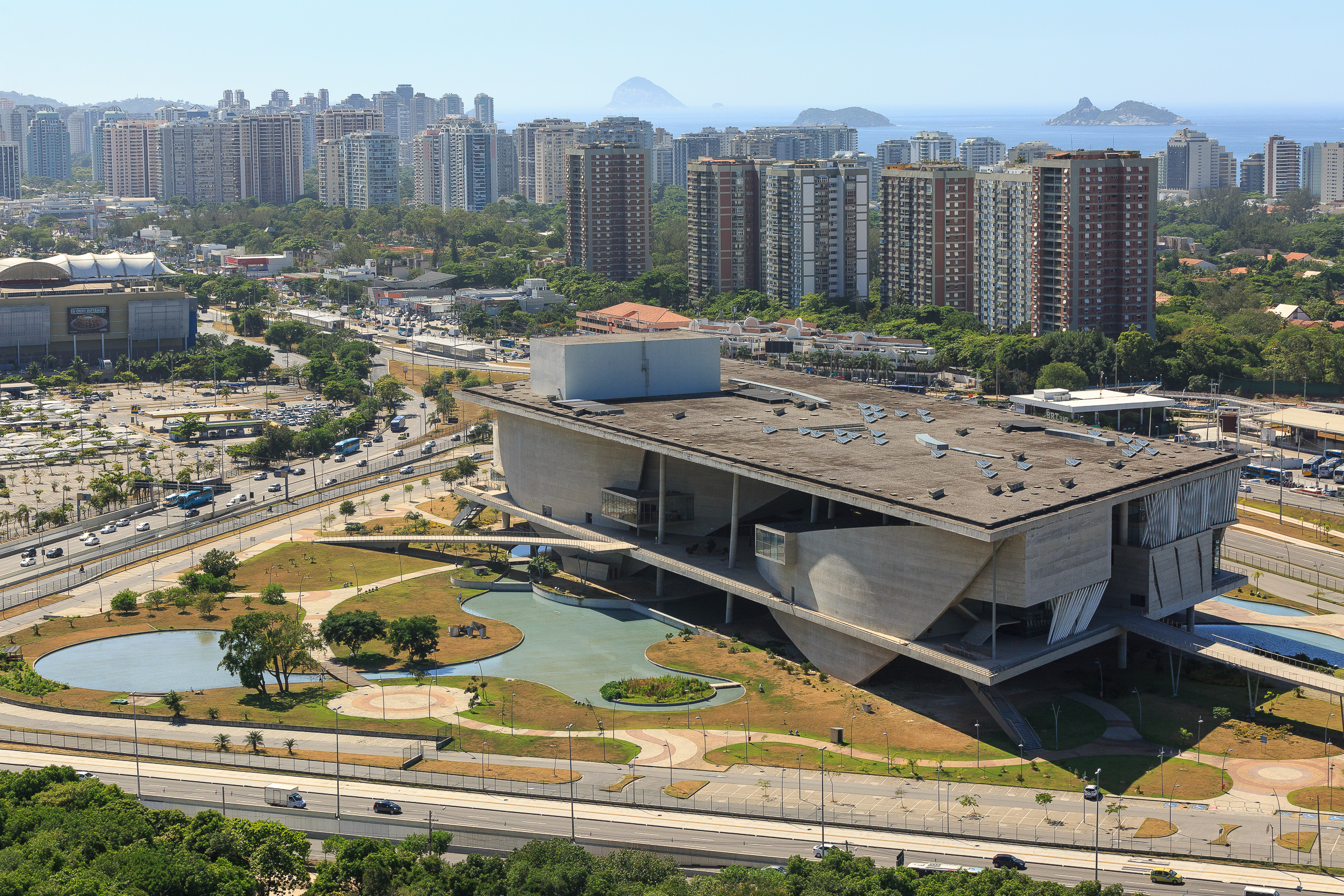
Foto aérea da Cidade das Artes

## Infraestrutura
- Área do terreno: aproximadamente 95 mil m²
- Área construída: 87.403 m²
- Grande Sala - 1.235 lugares[2]
- Teatro de Câmara - 439 lugares[2]
- Sala Eletroacústica - 120 lugares
- Salas Multiuso
- 3 Salas de Cinema
- Sala de Leitura
- Sala de Dança
- Salas de Ensaio
- Camarins
- Galerias
- Jardins
- Praça - 6.000 pessoas
- Esplanada - 2.000 pessoas
- Restaurante
- Café das Artes
- Foyer entre outros espaços
- 738 vagas de estacionamento